# Neofidonia
Neofidonia is een geslacht van vlinders van de familie spanners (Geometridae), uit de onderfamilie Ennominae.

## Soorten
- N. nigristigma Warren, 1904
- N. signata Dognin, 1909